# مینک
مینک نام دو گونه از خانواده راسوها: مینک آمریکایی و مینک اروپایی است که هر دو آن‌ها ساختار بدنی لاغر، پوست تیره و زندگی نیمه‌آبزی دارند. گونه منقرض شده مینک دریایی نیز خویشاوند مینک آمریکایی اما بسیار بزرگتر از آن بود. از نظر طبقه‌بندی زیستی هر دو آن‌ها در سرده راسوها (Mustela) اما اخیراً مینک آمریکایی را در سرده مستقلی به نام Neovison طبقه‌بندی می‌کنند.
خز مینک آمریکایی برای تهیه لباس بسیار با ارزش است و اکنون در سطح گسترده‌ای در مزارع مخصوص برای تولید خز پرورش داده می‌شود فقط در یکی از مزارع در نوا اسکوشیای کانادا هر سال حدود دو میلیون مینک پرورش داده می‌شوند. ساخت مزارع پرورش در نقاط دیگر دنیا باعث شده تا تعدادی از مینک‌های آمریکایی رها شده یا فرار کرده وارد محیط زیست کشورهای اروپایی (به ویژه بریتانیا) و آمریکای جنوبی می‌شوند که تبعات زیست‌محیطی خاص خودش را داشته‌است.
مینک اروپایی اکنون به شدت در خطر انقراض است و به اعتقاد برخی رقابت غذایی ناشی از ورود مینک آمریکایی به محل زندگی آن‌ها یکی از عوامل کاهش جمعیت آن‌هاست.

## عامل جهش ژنتیکی ویروس کویید۱۹
ویروس کویید ۱۹، در مزرعه‌های پرورش مینک در شش کشور دنیا شیوع پیدا کرده و جهش‌های آن باعث معدوم شدن حدود ۱۷ میلیون مینک پرورشی در دانمارک شده‌است.
دانشمندان دانمارکی به این نتیجه رسیده‌اند که این ویروس در انتقال به مینک دچار جهش شده‌است. یکی از جهش‌های این ویروس «خوشه پنج» نامیده شده که ممکن است واکسن‌های ساخته شده برای کرونا در مقابل آن ایمنی ایجاد نکند.
بیش از ۲۰۰ نفر در دانمارک در اثر تماس با مینک، پستانداری کوچک و گوشت‌خوار از خانواده راسویان، به کرونا مبتلا شده‌اند. بریتانیا به دلیل نگرانی از شیوع این ویروس با جهش جدید ژنتیکی، ورود کلیه مسافران از دانمارک را بلافاصله ممنوع کرد.